# Бокховен, Исаак ван
Исаак ван Бокховен (van Bockhoven, писался также Исак Фанбуковен; ? — 1654) — голландский военачальник, полковник русской службы.

## Биография
Голландский дворянин, католик. Служил английскому королю Карлу I, но после поражения вынужден был вернуться на родину.
В 1647/48 годах по приглашению боярина И. Д. Милославского (русского посла в Голландии) поступил на службу к русскому царю Алексею Михайловичу в чине майора (вместе со своим сыном Филиппом Альбертом, принятым на службу в чине капитана).
С 1649 года — полковник и командир рейтарского полка, ставшего настоящей офицерской школой для русских служивых людей, включая будущих русских генералов В. А. Змеева и М. О. Кровкова. В преддверии войны с Речью Посполитой на основе полка ван Бокховена были созданы 6 новых рейтарских полков.
Умер в 1654 году.

## Семья
Имел двух сыновей, которые остались на русской военной службе:
- Филипп Альберт ван Бокховен — генерал-майор русской службы (1667).
  - его дочь Катерина в 1665 году вышла замуж за Патрика Гордона.
- Корнелиус ван Бокховен — полковник русской службы, погиб в 1678 году при обороне Чигирина.
  - его сын Петр Корнилович ван Бокховен (Фанбуковен) — полковник армии Петра I, участник Северной войны.